# Anastasie Romanovna
Anastázie Romanovna (rusky Анастасия Романовна Захарьина-Юрьева, † 7. srpna 1560 v Kolomenském) byla ruská carevna, první manželka Ivana IV. Hrozného.

## Život
Anastázie byla dcerou bojara Romana Zacharina-Jurjeva, který dal jméno dynastii Romanovců. Anastáziin bratr Nikita byl otcem Fjodora, který první přijal příjmení Romanov. 
Jako nevěsta pro Ivana IV. byla vybrána z mnoha uchazeček z ruských urozených rodin. Svatba se konala 3. února 1547 a páru se narodilo šest dětí. Obecně se má za to, že Anastázie měla dobrý vliv na Ivanovu výbušnou povahu.
V létě 1560 carevna těžce onemocněla a 7. srpna zemřela. Ivan se emocionálně zhroutil a podezíral bojary z toho, že jeho ženu otrávili. Některé z nich nechal mučit a popravit, ačkoliv pro jeho podezření neexistovaly důkazy. Ve 20. století provedený průzkum Anastáziiných pozůstatků by toto podezření mohl podpořit. V jejích vlasech byla objevena zvýšená hladina olova, což by mohl být symptom otravy. Olovo ovšem bývalo používáno také jako léčebný prostředek.

## Děti
1. Anna Ivanovna (1548–1550)
2. Marie Ivanovna (1551–zemřela v dětství)
3. Dmitrij Ivanovič (1552– 1553)
4. Ivan Ivanovič (1554–1581), Ivanův dědic, kterého otec v hněvu zabil
5. Eudoxie Ivanovna (1556–1558)
6. Fjodor I. (1557–1598), Ivanův nástupce